# Piperia dilatata
Piperia dilatata là một loài thực vật có hoa trong họ Lan. Loài này được (Pursh) Szlach. & Rutk. mô tả khoa học đầu tiên năm 2000.

## Hình ảnh

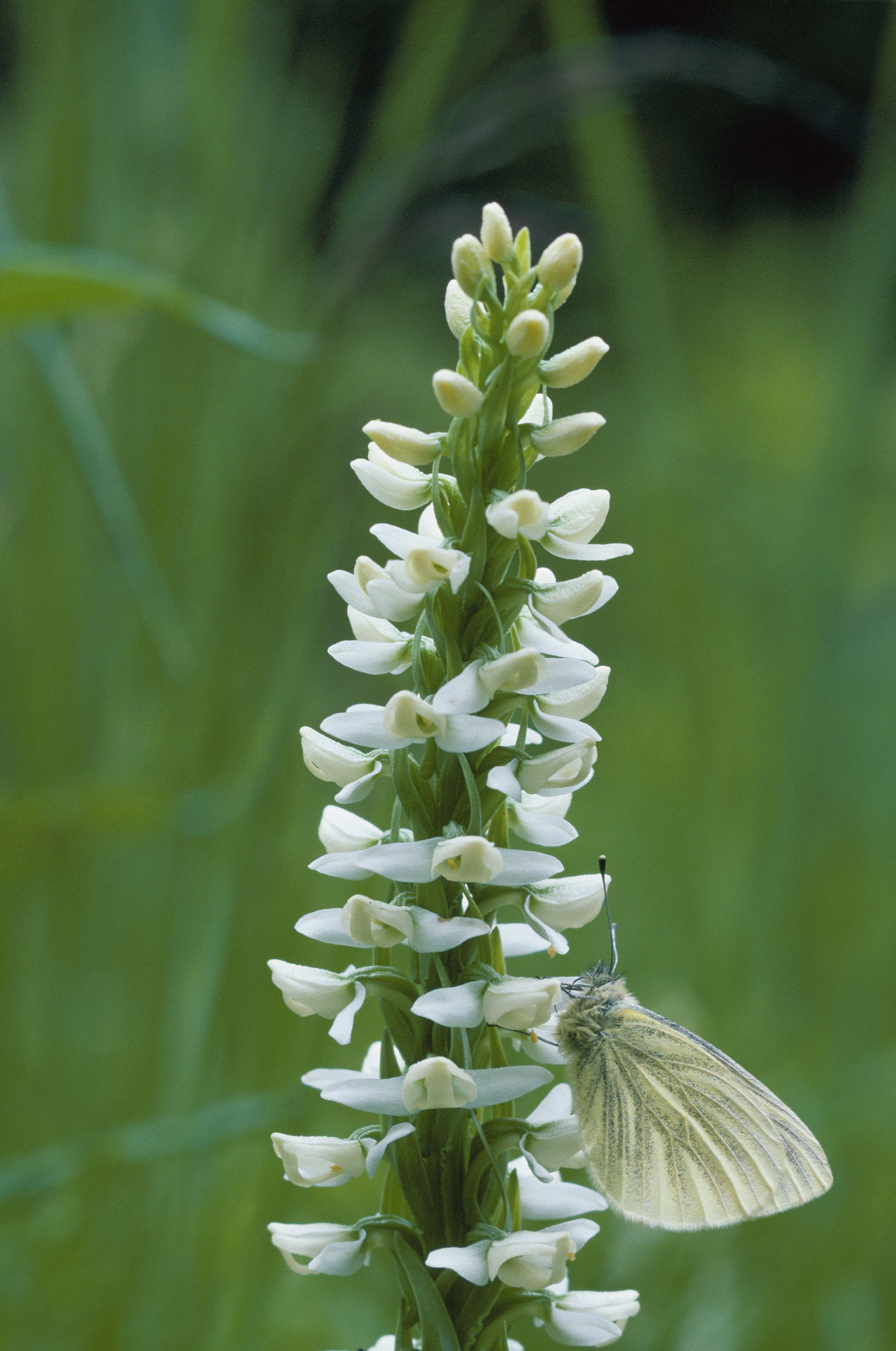